# Zaharia Petrescu
Zaharia Petrescu (n. 25 aprilie 1841, Alexandria, azi Kalipetrovo, lângă Silistra, Bulgaria – d. 16 decembrie 1901, București) a fost un general, medic român, membru corespondent al Academiei Române din 1885.
Generalul dr. Zaharia Petrescu s-a format la școala de chirurgie a lui Carol Davila de la Spitalul Mihai Vodă și apoi la Facultatea de Medicină din Paris.
A fost preocupat de aprofundarea bazelor chimice, fiziologice și farmacologice experimentale ale terapiei medicamentoase și a publicat o lucrare monumentală, în patru volume, Tratat de terapeutică și materia medica.
Prin Înaltul Decret Regal nr. 2824 din decembrie 1883, publicat în Monitorul Oficial nr. 2/23.01.1884, a fost aprobată înființarea Institutului Medico-Militar și regulamentul de funcționare a acestuia, după modelul german și austriac. Ca director a fost numit generalul Zaharia Petrescu.
Meritele sale remarcabile au determinat primirea sa ca membru corespondent al Academiei Române, în 18 martie 1885.
Medicul Zaharia Petrescu, împreună cu dr. Alexandru Șuțu, l-a examinat pe Mihai Eminescu, la 20 martie 1889. Concluzia raportului medical a fost următoarea: „dl. Mihail Eminescu este atins de alienație mintală în formă de demență, stare care reclamă șederea sa într-un institut” .

## Scrieri
- Elemente de Farmacologie[5]
- Farmacia și arta de a formula[5]
- Elemente de terapeutică și materie medicală (4 volume) [5]
- Însemnările unui medic din războiul pentru independență - jurnal de campanie, Editura Medicală, 1977